# Eduardo Passarelli
Eduardo Passarelli, all'anagrafe Eduardo De Filippo (Napoli, 20 luglio 1903 – Napoli, 9 dicembre 1968), è stato un attore italiano.

## Biografia
Nasce dall'unione tra Eduardo Scarpetta, uno dei maggiori attori e commediografi del teatro napoletano tra metà Ottocento e inizio Novecento, e Anna De Filippo, sorellastra di Rosa De Filippo, moglie del grande attore. L'unione tra Scarpetta e sua madre aveva già dato alla luce il famoso poeta Ernesto Murolo; nel 1906 nacque il fratello minore Pasquale De Filippo, e insieme si aggiungeranno alla fitta schiera di figli illegittimi di Scarpetta, tra i quali spiccano Titina, Eduardo e Peppino De Filippo.
Dopo un'infanzia difficile, trascorsa, come figlio illegittimo, nel lussuoso palazzo Scarpetta in via Vittoria Colonna, anche per Eduardo iniziò inevitabilmente la lunga gavetta di attore teatrale. Suo fratello minore, Pasquale De Filippo, è stato attore caratterista in molti film italiani, per la maggior parte di Totò, ma rispetto al fratello pagò a caro prezzo la fama restando relegato per la maggior parte della sua carriera alla schiera di film del "principe della risata".
Gli inizi della sua carriera sono segnati dalla collaborazione con i suoi fratellastri Titina, Eduardo e Peppino, suoi coetanei, e altre compagnie di giro, ma la svolta arriva sempre in teatro negli anni trenta come spalla di Totò nelle sue riviste. Proprio in quel periodo Eduardo sceglierà come nome d'arte Passarelli, per differenziarsi dall'omonimo fratellastro che in quel periodo cominciava ad emergere nel campo del teatro napoletano e non solo.
Nel cinema prende parte a diversi film, facendo parte del cast di Roma città aperta di Roberto Rossellini, Carosello napoletano di Ettore Giannini, Le quattro giornate di Napoli di Nanni Loy e recitando in numerosi film con Totò, tra cui Sette ore di guai, tratto dalla prima delle quattro farse di Eduardo Scarpetta (che si chiamava Na' criatura sperduta). Passarelli, oltre a fare da spalla al grande comico napoletano, esordirà come sceneggiatore cinematografico, sempre con Totò, scrivendo copioni che rimarranno nella storia del cinema italiano, come la scena del tribunale nel film La cambiale e prima ancora in Totò e i re di Roma.
Ma per Passarelli non arrivò mai nessun ruolo da protagonista, ed egli riuscì ad interpretare solo ruoli marginali; tra i figli di Scarpetta fu quello che ebbe meno successo, forse perché schiacciato dalla fitta schiera di attori, attivi in quel periodo che non gli permisero di emergere, come i già citati De Filippo, Totò, Nino Taranto, i Maggio (Pupella, Rosalia, Dante, Beniamino), dotati di indiscutibile talento e che saranno protagonisti sia nel teatro che nel cinema.
Passarelli viene anche ricordato per aver scritto insieme ad Alessandro Ferraù il volume dedicato a Totò Siamo uomini o caporali.

## Filmografia
- Gli ultimi giorni di Pompeo, regia di Mario Mattoli (1937)
- Il feroce Saladino, regia di Mario Bonnard (1937)
- Gatta ci cova, regia di Gennaro Righelli (1937)
- Stasera alle undici, regia di Oreste Biancoli (1937)
- Il conte di Bréchard, regia di Mario Bonnard (1938)
- Il marchese di Ruvolito, regia di Raffaello Matarazzo (1939)
- Lo vedi come sei... lo vedi come sei?, regia di Mario Mattoli (1939)
- San Giovanni decollato, regia di Amleto Palermi (1940)
- Casanova farebbe così!, regia di Carlo Ludovico Bragaglia (1942)
- Roma città aperta, regia di Roberto Rossellini (1945)
- Totò al Giro d'Italia, regia di Mario Mattoli (1948)
- Emigrantes, regia di Aldo Fabrizi (1949)
- Monastero di Santa Chiara, regia di Mario Sequi (1949)
- Napoli eterna canzone, regia di Silvio Siano (1949)
- Vivere a sbafo, regia di Giorgio Ferroni (1949)
- Canzoni per le strade, regia di Mario Landi (1950)
- 47 morto che parla, regia di Carlo Ludovico Bragaglia (1950)
- Il brigante Musolino, regia di Mario Camerini (1950)
- Vita da cani, regia di Steno e Monicelli (1950)
- Le sei mogli di Barbablù, regia di Carlo Ludovico Bragaglia (1950)
- Totò sceicco, regia di Mario Mattoli (1950)
- Sette ore di guai, regia di Vittorio Metz (1951)
- Tototarzan, regia di Mario Mattoli (1951)
- Totò e i re di Roma, regia di Steno e Monicelli (1951)
- Il mago per forza, regia di Metz e Marchesi (1951)
- Buon viaggio, pover'uomo, regia di Giorgio Pàstina (1951)
- Carosello napoletano, regia di Ettore Giannini (1953)
- Ho scelto l'amore, regia di Mario Zampi (1953)
- La domenica della buona gente, regia di Anton Giulio Majano (1953)
- Cento anni d'amore, regia di Lionello De Felice, episodio Pendolin (1954)
- Cento serenate, regia di Anton Giulio Majano (1954)
- Graziella, regia di Giorgio Bianchi (1955)
- Racconti romani, regia di Gianni Franciolini (1955)
- Quando tramonta il sole, regia di Guido Brignone (1956)
- I vagabondi delle stelle, regia di Nino Stresa (1956)
- È arrivata la parigina, regia di Camillo Mastrocinque (1957)
- Vacanze a Ischia, regia di Mario Camerini (1957)
- Non sono più guaglione, regia di Domenico Paolella (1958)
- La cambiale, regia di Camillo Mastrocinque (1959)
- I Teddy boys della canzone, regia di Domenico Paolella (1960)
- Rocco e i suoi fratelli, regia di Luchino Visconti (1960)
- Meravigliosa, regia di Siro Marcellini (1960)
- Gli avventurieri dei tropici, regia di Sergio Bergonzelli (1960)
- Le quattro giornate di Napoli, regia di Nanni Loy (1962)
- Il mondo è una prigione, regia di Vittorio Cottafavi (1962)